# Antonio Morrocchesi
Antonio Morrocchesi (San Casciano in Val di Pesa, 15 maggio 1768 – Firenze, 26 novembre 1838) è stato un attore teatrale italiano.

## Biografia
Nacque a San Casciano in Val di Pesa da Francesco e Marianna Zaccagnini. Il padre era un uomo di lettere e un benestante. Grazie a ciò il giovane Antonio venne inviato in una famiglia fiorentina affinché provvedesse a farlo studiare. Questa famiglia delegò la formazione morale e spirituale all'istituto dei padri Scolopi. Con gli Scolopi intraprese gli studi Grammatica, di Belle Lettere e anche di Belle Arti mostrando un notevole talento nel disegno, ottenendo perfino un premio dall'Accademia Reale. Ma la sua vocazione era un'altra: recitare.
Dalla natura era stato dotato di un fisico imponente e di bello aspetto, da una naturale eleganze nel movimento e da una spiccata predisposizione alla mimica. Inizialmente recitò di fronte ad amici e presso nobili famiglie fiorentine e riuscì a mettersi in luce. Incoraggiato dai suoi primi spettatori approfondì e perfezionò la sua passione studiando anche i testi teatrali più antichi.
I suoi primi successi li ebbe recitando nel 1787, presso il teatro di Borgo Ognissanti, l'Amleto di Shakespeare e la Semiramide di Voltaire. Nel 1789 va a Mantova scritturato compagnia Paganini-Pianca col ruolo di secondo amoroso, e venne apprezzato per la passionalità e per l'accento toscano. Nel marzo dell'anno successivo nella stessa città incontra il granduca Pietro Leopoldo e in giugno inizia una tournée che lo porta prima a Vicenza e in seguito a Rovereto dove conosce e diventa amico di Clementino Vannetti. Il tour proseguì per Bologna, Trieste, Venezia, Casalmaggiore, Parma, Cremona, ancora Bologna, Modena, Milano (dove recita alla Scala) e infine Genova. Nel 1791 entra nella compagnia del capocomico Francesco Menichelli e recita a Novi Ligure, Tortona, Alessandria, Asti per poi approdare a Torino dove recita per un'intera stagione al Teatro Carignano. In seguito non fece solo l'attore ma anche il direttore artistico; nell'ottobre del 1792 si trova a Trieste, ospitato più volte dalla contessa Margherita di Capodistria.
Nei primi mesi del 1793 si trasferisce a Venezia ma nella seconda parte della anno rientra a Firenze e ne approfitta per passar alcuni giorni con i famigliari a San Casciano. Nel gennaio 1794 forte della notevole esperienza accumulata iniziò a recitare il repertorio di Vittorio Alfieri. Innamorato dello stile alfieriano, si diede a studiare i suoi testi con lo stesso impeto di colui che aveva detto di sé « [...] volli, e volli sempre, e fortissimamente volli ».
Più o meno nello stesso periodo Vittorio Alfieri, Irato a' patri numi, insieme alla moglie Luisa di Stolberg-Gedern aveva preso dimora a Firenze dedicandosi al riordino delle sue opere e allo studio del greco antico.
Antonio Morrocchesi, contemporaneamente, andò in scena con Saul e durante una rappresentazione nell'allora Teatro Santa Maria (oggi Teatro Alfieri) ci fu l'incontro tra i due:
Nelle repliche successive il Morrocchesi preso dall'impeto della recitazione arrivò a ferirsi quando Saul si getta sulla propria spada.
Dopodiché entra nella compagnia del milanese Luigi Rossi e recitando le tragedie di Alfieri si esibisce, oltre che a Firenze, a Pescia, Pisa, Lucca e Bologna. Nel 1798 recita tra Firenze e Pistoia con la filodrammatica di Luigi del Buono e successivamente entra nella compagnia di Marta Colleoni esibendosi a Bologna, Reggio Emilia, Mantova e Ferrara. Nel 1801 con la compagnia Gaetano Barzi recita il Maometto di Voltaire e altri drammi in una tournée che tocca Brescia, Cremona, Novara, Casale Monferrato e Torino. Nel 1802 inizia a frequentare Vincenzo Monti a Milano poi viene scritturato in un'altra compagnia che lo porta in giro per la Toscana. In seguito rientra nel nord-Italia e con la filodrammatica Venier-Asprucci-Prepiani ricomincia a recitare il teatro alfieriano a Trieste, Pavia, e nel 1808 ancora alla Scala di Milano.
Tra il 1809 il 1810 lavorò per la compagnia di Luigi Rossi recitando a Pavia, Milano, Imola, Pesaro e Rimini ma soprattutto conosce di persona e alcuni li frequenta assiduamente personalità come Giulio Perticari e il fratello Gordiano, Ippolito e Giovanni Pindemonte e Ugo Foscolo. Alla fine del 1810 rientra definitivamente a Firenze.
Nel 1811 il Governo Toscano affidò a Morrocchesi la cattedra di Declamazione preso l'Accademia di belle arti di Firenze. Grazie a questo incarico Morrocchesi trascorse la seconda parte della sua vita nel ruolo di insegnante.
Nel 1832 pubblicò le Lezioni di declamazione e d'arte teatrale per insegnare e trasmettere il suo pensiero. Smessi definitivamente i panni di attore iniziò a scrivere un discreto numero di opere teatrali. Ma come autore non ebbe lo stesso successo a cui era abituato da attore.
Morì il 26 novembre 1838 e le sue ceneri vennero deposte nei chiostri di Santa Croce, non lontano dal monumento funebre a Vittorio Alfieri realizzato da Antonio Canova, ma in seguito andarono disperse. A San Casciano in Val di Pesa gli è stata dedicata la via dove si suppone abbia visto la luce.

## Opere teatrali
- La presa di Belgrado, suo primo lavoro giovanile rappresentato a Trento
- La Rossane, tragedia, 1792
- Odda, ossia la donna di due mariti, dramma rappresentato per la prima volta a Livorno nel 1803
- Alfieri tra l'ombre, azione eroico-favolosa in due atti scritta in verso sciolto dall'attore Antonio Morrochesi,  rappresentato per la prima volta a Bologna nel 1804
- Le ferriere di Maremma, rappresentato per la prima volta a Verona nel 1805
- Teresa e Versach, rappresentato per la prima volta a Ravenna nel 1806
- Il matrimonio di un giorno
- Leopoldo, gran-duca di Toscana in Grosseto, 1808
- La tomba di Giulia
- Eleonora Varis
- Gertrude Regina d'Aragona, tragedia, scritta insieme a Giovanni Greppi, Giacinto Magnocavalli, Mario Pagano, Andrea Rubbi
- Stravaganza e Virtù
- La colonia delle nuove Amazzoni
- Disgrazia senza disgrazia
- L'eroe tra i figli
- La battaglia di Austerlitz
- Valeria, tragedia rappresentata per la prima volta a Firenze nel 1822 presso il Teatro del Cocomero
- Ero, tragedia
- Amata, tragedia
- Dionigi il Giovine, tragedia
- I Drusi, tragedia
- Dante in Ravenna, tragedia
- Erode

Gli ultimi sei lavori vennero pubblicati tutti insieme in due volumi dal titolo Tragedia ed editi dall'editore Ciardetti nel 1822.